# Розріджена матриця
Розріджена матриця — матриця, більша частина елементів якої є нулі. Матрицю, в якої більшість елементів не дорівнюють нулю називають щільною.
Немає єдиного визначення, яка кількість ненульових елементів має бути в матриці, щоб вона була розрідженою. Для матриці порядку n елементів кількість ненульових елементів:
- є O(n). Таке визначення підходить хіба для теоретичного аналізу асимптотичних властивостей матричних алгоритмів.
- в кожному рядку не перевищує 10 в типовому випадку.
- обмежено {\displaystyle n^{1+\gamma }}, де {\displaystyle \gamma <1}.

## Застосування
Величезні розріджені матриці часто виникають, наприклад, при чисельному розв’язуванні диференціальних рівнянь у частинних похідних.

## Представлення у структурах даних
Зберігати цілу матрицю у пам'яті комп'ютера є неефективно по відношенню до пам'яті, тому є альтернативні способи збереження таких матриць.

### Зберігання ненульових елементів
Одним з таких способів полягає в зберіганні ненульових елементів та їх координат.
Цей спосіб є економний для пам'яті але для виконання дій з матрицями (додавання, множення) він є неефективний, оскільки кожного разу потрібно перебирати всі елементи для пошуку відповідного елемента.

### Зберігання ненульових елементів зв'язаних вказівниками
У цьому способі збереження кожен ненульовий елемент зберігається у вигляді значення, номера рядка та стовпця і вказівника на наступний елемент в рядку і стовпці. Для цього методу збереження потрібно також зберігати рамку, яка складається з таких самих елементів, до якої ми будемо прив'язувати всі елементи вказівниками.
Цей спосіб потребує більше пам'яті, але при цьому збільшується швидкість виконання дій над матрицями.

## Бібліотеки програм
- SparseLib++ (C++)[2]
- uBLAS (C++, в скад Boost)[3]
- SPARSPAK (Fortran)[4]
- CSparse (C)[5]